# Zenza Raggi
Zenza Raggi, pseudonimo di Karim Sabaheddine (in arabo كريم صباح الدين‎?, Karīm Ṣabāḥ al-Dīn; Casablanca, 24 ottobre 1970), è un ex attore pornografico marocchino naturalizzato tedesco.

## Biografia
Zenza Raggi è nato a Casablanca, in Marocco, col nome Karim Sabaheddine . È stato circonciso. Ha debuttato nel 1994, a 24 anni, nel film X. Ha lavorato in Francia (con Marc Dorcel, Pierre Woodman, Christophe Clark), Italia (con Silvio Bandinelli e Rocco Siffredi), Stati Uniti d'America (con John Stagliano),  Germania, Ungheria. Raggi vive a Budapest.

## Riconoscimenti
AVN Awards
- 1998 - Best Sex Scene in A Foreign Release per Private Stories 16 con Caroline, Deborah Noemi e Reinhardt[2]

## Filmografia parziale
- Private Video Magazine 8 (1994)
- Rosso e nero, regia di Silvio Bandinelli (1995)
- Triple X 10 (1996)
- Ladro d'amore (1996)
- Amsterdam Nights (1996)
- At the Club (1996)
- Austrian Affairs (1996)
- La Regina degli Elefanti, regia di Joe D'Amato (1997)
- Cindy, regia di Luca Damiano (1997)
- Francesca: sinfonia anale (1997)
- Sahara, regia di Joe D'Amato (1998)
- I predatori della verginità perduta (1998)
- Nirvanal, regia di Silvio Bandinelli (1998)
- The Voyeur 13 (1999)
- Scandalo- il presidente (1999)
- Danila Visconti (1999)
- Galaxina (2001)
- L'eredità (2001)
- Orgy World 3 (2002)
- Golden Girls 2 (2003)
- Who's your daddy? (2004)
- Up'r Class (2004)
- Sixpack (2004)
- Party (2004)
- Fino a farmi male (2004)
- She Takes two (2005)
- Belle e impossibili volume 4 (2005)
- My kind of flavor (2005)
- Mission possible (2005)
- Anal School 2 (2005)
- Evil Anal (2006)
- The Art of Ass 5 (2006)
- 5 chattes sauvages (2008)
- Vacances de rêve (2008)
- Dans mon cul (2009)
- Rocco: Animal Trainer 28 (2009)
- EuroAnal chicks (2009)
- Melancholie der Engel (2009)